# برتشتو
برتشتو (بالإيطالية: Berceto)‏ هي بلدية في مقاطعة بارما في إقليم إميليا رومانيا الإيطالي.

## السكان
في سنة 1861 بلغ عدد السكان 5٬988 نسمة، وتطور العدد ليصل في سنة 2011 لـ 2٬144 نسمة.
يظهر هذا المخطط البياني تطور النمو السكاني لـ برتشتو